# Den flyvende Kuffert (film fra 1916)
 For alternative betydninger, se Den flyvende kuffert (flertydig). (Se også artikler, som begynder med Den flyvende kuffert)
Den flyvende Kuffert er en dansk stumfilm fra 1916, der er instrueret af Lau Lauritzen Sr. efter manuskript af Valdemar Hansen.

## Handling
Denne artikel mangler et handlingsreferat. Hjælp os med at skrive det.